# Aulacopilum hodgkinsoniae
Aulacopilum hodgkinsoniae là một loài rêu trong họ Erpodiaceae. Loài này được Hampe & Müll. Hal. Broth. mô tả khoa học đầu tiên năm 1905.